# Marcel Reuland
Marcel Peter Reuland (Echternach, 16 maart 1905 – Luxemburg-Stad, 21 oktober 1956) was een Luxemburgs auteur.

## Leven en werk
Marcel Reuland was een zoon van Michel Reuland (1877-1955) en Catharina Hauer. Hij ging naar het gymnasium in Echternach, waar zijn vader lesgaf. Toen deze in 1921 werd benoemd tot schoolinspecteur verhuisde het gezin naar de hoofdstad. Na het Athénée grand-ducal studeerde Reuland filologie en filosofie (1924) aan de Cours supérieurs en handelswetenschappen aan het Institut Des Hautes Etudes Commerciales in Antwerpen (1925-1929). Omdat er in die tijd niet veel baankansen waren studeerde hij nog literatuurwetenschap in Luxemburg. Hij werd docent aan de École industrielle et commerciale in Esch-sur-Alzette (1937-1953) en vanaf 1953 aan de Lycée de garçons de Luxembourg.
Reuland schreef hoorspelen, kluchten, komedies, operettes, gedichten en verhalen in het Luxemburgs. Een aantal van zijn gedichten verscheen in Les Cahiers luxembourgeois en Revue de la Jeunesse, postuum verscheen de bundel Gedichter vum Marcel Reuland. Met zijn collega Léopold Hoffmann was hij van 1945 tot 1951 betrokken bij het schooltoneel van het Escher Lycée, dat toneelstukken opvoerde van Isi Comes, Batty Weber, Lucien Koenig en Reuland zelf. In 1947 voerden Reuland en Hoffmann samen zijn eerste avondvullende toneelstuk Op der Kirmes op, een vrije bewerking van Shakespeares Twelfth Night, or What You Will, voor het Escher toneelgezelschap Liewensfro. Voor E Summerdrâm ontving Reuland de Luxemburgse literatuurprijs 1947.  In 1954 werd hij benoemd tot Ridder in de Orde van de Eikenkroon.
Marcel Reuland overleed op 51-jarige leeftijd. In Esch-sur-Alzette, Luxemburg-Stad en Soleuvre werden straten naar hem vernoemd. In 2005 gaf de Luxemburgse Post een postzegel met zijn portret uit.
- International Standard Name Identifier: 0000 0004 5812 9579
- Virtual International Authority File: 75145003842861340832
- WorldCat: E39PBJkT8PHy48q8TCYF6HdbBP